# جميلة (ماهلية)

تعديل مصدري - تعديل

جميلة هي إحدى قرى عزلة قانية بمديرية ماهلية التابعة لمحافظة مأرب، بلغ تعداد سكانها 77 نسمة حسب تعداد اليمن لعام 2004.